# 粉嘴沙百灵
粉嘴沙百灵（学名：Spizocorys conirostris），是百灵科沙百灵属的一种，是游猎迁徙的候鸟，分布于纳米比亚、博茨瓦纳、莱索托、南非和赞比亚。全球活动范围约为1,330,000平方千米。该物种的保护状况被评为无危。
粉嘴沙百灵的平均体重约为14.2克。栖息地包括干燥的稀树草原、亚热带或热带的（低地）干草原、耕地、地中海型疏灌丛和牧草地。